# Parentesi (lampada)

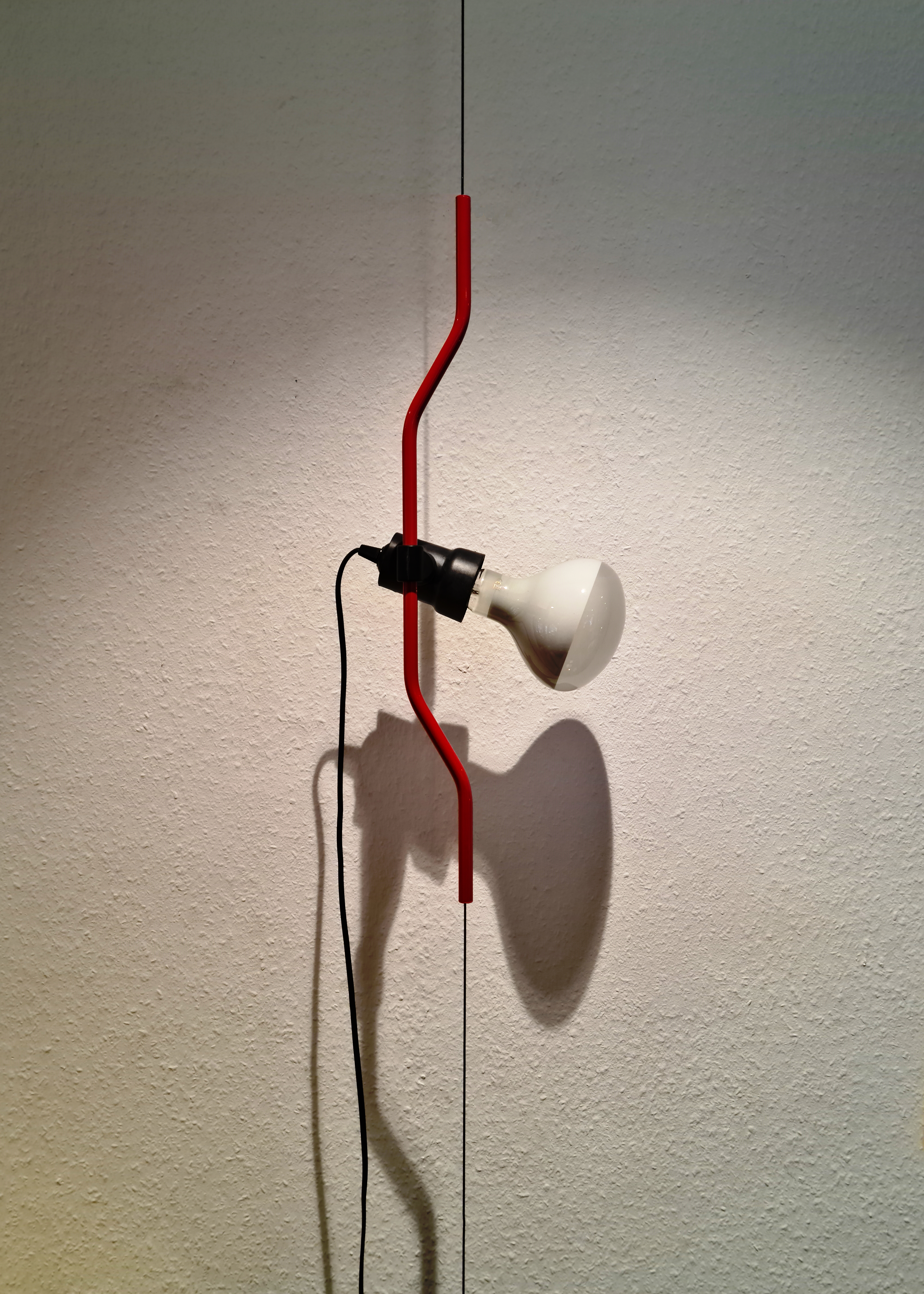
Flos Parentesi

Parentesi è una lampada progettata dai designer italiani Achille Castiglioni e Pio Manzù e prodotta dall'azienda italiana Flos a partire dal 1971. Si tratta di un oggetto icona del disegno industriale italiano e fa parte della collezione permanente del Triennale Design Museum di Milano.

## Contesto
Il nome nasce dalla forma del tubo in acciaio sagomato, elemento centrale della lampada, che ricorda appunto una parentesi. L'idea di una lampada che potesse scorrere in verticale dal pavimento al soffitto e viceversa e ruotare di 360° attorno ad un perno viene impressa in uno schizzo da Pio Manzù che muore prima che la lampada venga progettata. Il bozzetto raffigurava una scatola cilindrica con una fessura per il passaggio della luce, questa scatola scorreva su un'asta ed era fissata con una vite; molto probabilmente nell'idea di Pio Manzù l'asta sulla quale scorreva la lampada era fissata sia al pavimento che al soffitto. Il bozzetto arriva nelle mani di Achille Castiglioni che lo re-interpreta e dà vita a Parentesi. Castiglioni sostituisce l'asta con una corda metallica e riduce al minimo l'utilizzo dei materiali e il numero di componenti. La lampada è esposta in molti musei e mostre dedicate al disegno industriale di tutto il mondo, come per esempio il MoMa di New York. In Italia, oltre che al Triennale Design Museum di Milano, la lampada è esposta anche al GAMeC di Bergamo e altre gallerie o musei di rilevanza nazionale.

## Descrizione del prodotto
L'elemento centrale della lampada è un tubo metallico il quale è sagomato con una particolare forma la cui funzione principale non è estetica (che ispira il nome della lampada), ma strutturale. Componente essenziale è un cavo d'acciaio che, semplicemente agganciato al soffitto, è tenuto in tensione da un peso prossimo al pavimento. Il tubo sagomato è investito al cavo e tenderebbe a scivolare verso il basso se la sua particolare forma non inescasse un gioco di attriti che ne impediscono lo scorrimento, a meno che non sia applicata dall'esterno una forza diretta verso il basso o verso l'alto, forza data quindi dall'azione volontaria dell'uomo. Volendo infatti cambiare l'altezza della lampada basta far scorrere il tubo (la parentesi) sul cavo; rilasciato il tubo questo si ferma da solo nella posizione voluta, senza bisogno di alcun sistema di serraggio. Sul tubo è poi investito un piccolo manicotto di gomma che rimane in posizione senza necessità di viti, ma solo per attrito; questo primo manicotto porta lateralmente uno spinotto di ottone sul quale è montato un secondo manicotto di gomma che investe il porta-lampada. Lo spinotto di ottone (ortogonale all'asse del tubo metallico) funziona da giunto tra i due manicotti grazie al quale il porta-lampada può ruotare liberamente di 360 gradi su un piano verticale parallelo al cavo d'acciaio, permettendo di orientare a piacimento il fascio di luce. Mentre i primi esemplari ne erano sprovvisti, gli esemplari di nuova produzione sono dotati di dimmer.

## Caratteristiche tecniche

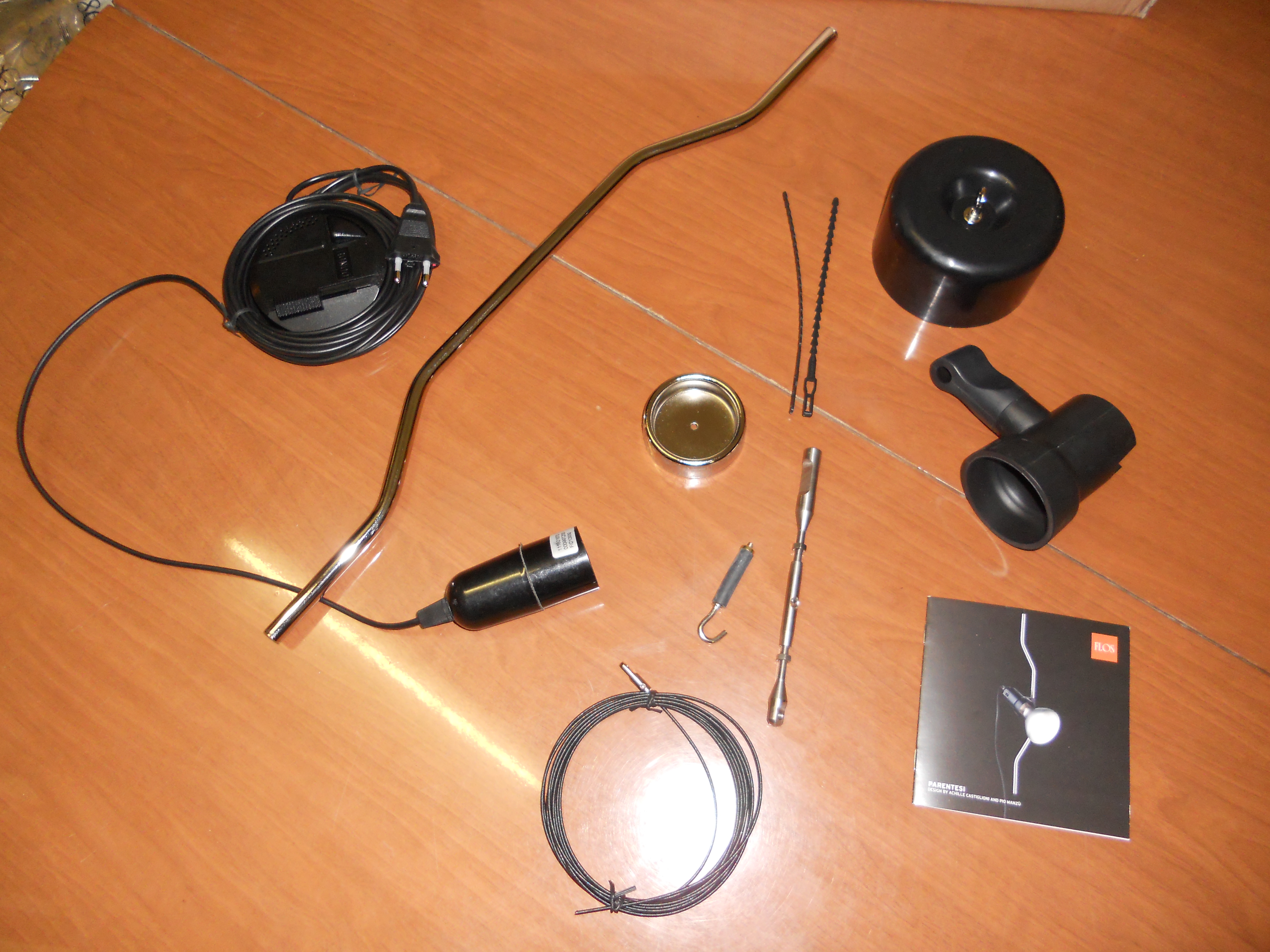
I componenti della lampada, senza lampadina (modello con dimmer)

La lampada è costituita da pochissimi componenti: un cavo portante in treccia d'acciaio, un tendicavo nautico in acciaio inossidabile per regolare l'altezza da terra, un tubo in acciaio sagomato verniciato (bianco, nero o rosso) oppure nichelato o dorato, un peso in piombo rivestito in elastomero nero, un copriforo cilindrico in metallo, due manicotti sempre in elastomero nero giuntati da uno spinotto in ottone destinati a reggere il portalampada in bachelite o resina termoplastica (stampata a iniezione), munito di interruttore interno e cavo elettrico con spina, per l'alimentazione. A questi componenti va aggiunta una lampadina da 150 Watt.
| altezza totale              | variabile (max 4000 mm) |
| lunghezza elemento centrale | 580 mm                  |
| diametro del contrappeso    | 110 mm                  |
| diametro del copriforo      | 65 mm                   |
| peso                        | 3,6 Kg                  |

## Confezione
Castiglioni, per la lampada Parentesi ideò una particolare confezione materiale plastico trasparente. La confezione era realizzata con la tecnica della formatura sottovuoto e permetteva di vedere tutte le parti fornite per il montaggio, perfettamente incastrate all'interno dell'imballo. L'imballo era costituito da due gusci speculari, uno trasparente che si incastrava su uno bianco di base ed era facilmente trasportabile tramite due maniglie laterali ricavate nella confezione stessa.

## Riconoscimenti

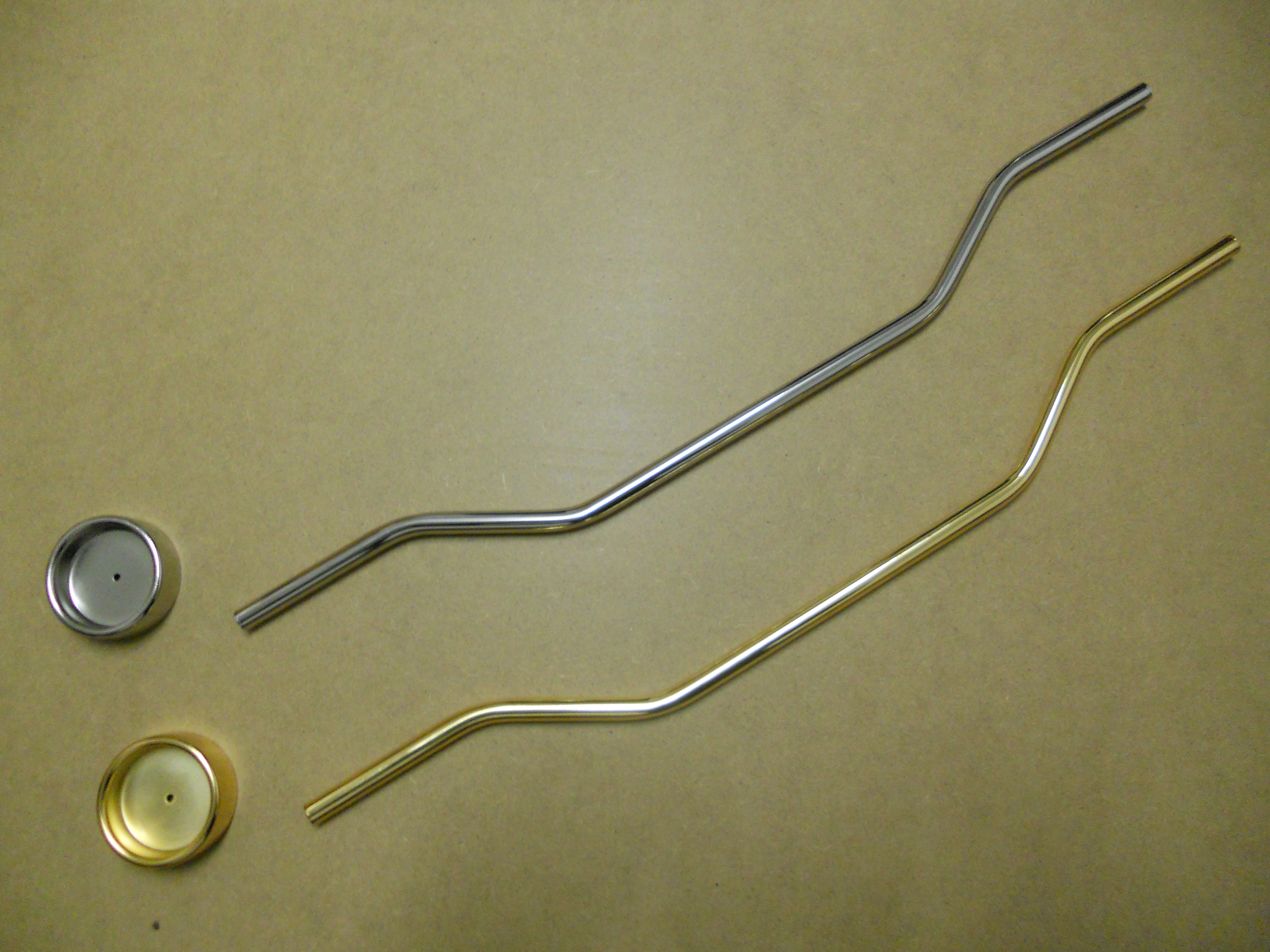
confronto fra la tradizionale colorazione nichel e la versione fuoriserie "oro".

Parentesi è stata premiata nel 1979 con il prestigioso premio Compasso d'Oro, riconosciutole dall'ADI nella XI edizione dello stesso.

## Eventi correlati
In occasione di un evento fieristico a Mosca, è stata realizzata una versione color oro dell'elemento distintivo centrale della lampada, la stessa cosa è stata fatta per il copriforo, tali parti sono state poi utilizzate come elementi decorativi nell'esposizione. Non è però mai stata messa in produzione una versione dorata della lampada.